# آرثر نوسباوم
آرثر نوسباوم (بالألمانية: Arthur Nussbaum)‏ (و. 1877 – 1964 م) هو محامي، وأستاذ جامعي من ألمانيا، والولايات المتحدة، ولد في برلين، توفي في نيويورك، عن عمر يناهز 87 عاماً.